# 京都市立第四錦林小学校
京都市立第四錦林小学校（きょうとしりつ だいよんきんりんしょうがっこう）は、京都市左京区にある公立小学校。

## 概要
吉田地区には明治5年に上京第三十二区小学校吉田分校が設置されていたが、後に他分校との合併により閉校した。その後、合併により誕生した錦林尋常高等小学校（現・京都市立錦林小学校）より分立し、1924年まで吉田に立地していた「京都市立美術工芸学校」・「京都市立絵画専門学校」の跡地の西半分に開校した。京都市の平成29年度教育調査統計によると児童数は約300人。通称「四錦(しきん)」。

## 沿革
- 1931年(昭和6年)6月 第四錦林尋常小学校開校
- 1947年(昭和22年)4月 京都市立第四錦林小学校に改称
- 1948年(昭和23年)4月 第二錦林校児童受入
- 1951年(昭和26年) 児童の一部を錦林小学校に移籍
- 1957年(昭和32年) 給食調理室拡張工事竣工
- 1959年(昭和34年) 運動場改修工事完成
- 1971年(昭和46年) プール建設起工式
- 1974年(昭和49年) 校舎改築工事起工式 (南校舎鉄筋3階建)
- 1982年(昭和57年) 体育館完成
- 1991年(平成3年) 卒業記念で池を造成
- 1997年(平成9年) ふれあいルーム (いこいの部屋) 開設
- 1998年(平成10年) 「みどりの生け垣事業」で東一条側に生け垣設置
- 1999年(平成11年) 育成学級を再開設
- 2000年(平成12年) ふれあいサロン開設
- 2001年(平成13年) 創立70周年記念式典。プール改修工事完成
- 2003年(平成15年) 国際ルーム開設
- 2004年(平成16年) 二学期制開始。夢の森 四錦ビオトープ、防災用井戸完成
- 2013年(平成25年) 「教育功労者（学校）表彰」受賞
- 2014年(平成26年) 子ども読書活動　文部科学大臣表彰「優秀実践校」受賞
- 2019年(令和元年) 災害用マンホールトイレ設置
- 2020年(令和2年)度 校内通信ネットワーク更新、学習者用タブレット端末導入、大型テレビ及びWEBカメラの整備

## 学校行事
| - 4月 入学式 - 5月 避難訓練、文化鑑賞 - 6月 修学旅行 | - 7月 個人懇談会 - 8月 - 9月 運動会 | - 10月 長期宿泊学習 5年花背山の家 - 11月 学習発表会 - 12月 ＰＴＡフェスティバル | - 1月 - 2月 図工展 - 3月 卒業式 |

## 通学区域
- 京都市左京区
  - 「吉田」を冠称する左京区内の各町（吉田神楽岡町の一部、吉田下大路町と吉田近衛町を除く）

## 進学先中学校
- 京都市立近衛中学校

## 学区内の主な施設

### 公共機関
- 吉田牛ノ宮郵便局
- 吉田郵便局
- 左京警察署東一条交番
- 近畿地方発明センター
- 京都少年鑑別所

### 教育機関
- 京都大学吉田キャンパス
- 京都精華学園中学校・高等学校
- 京都市立近衛中学校（近衛町）
- 吉田児童館
- 吉田幼稚園
- 朱い実保育園
- 風の子保育園
- ペスタロッチ保育園
- あおぞら保育園

### 宗教施設
- 吉田神社
- 宗忠神社
- 日本キリスト教会吉田教会

### 文化施設
- 関西日仏会館
- 京都ドイツ文化センター

## 交通
- 京都市バス京大正門前バス停より徒歩10分
- 京都バス川端一条バス停より徒歩5分

## 著名な卒業生
- 江崎玲於奈
- 上岡龍太郎
- 神田川俊郎
- ミキ(昴生・亜生)